# Force aérienne brésilienne
Ne pas confondre avec l'aviation de l'armée brésilienne, qui dépend de l'armée de terre brésilienne.
Pour les articles homonymes, voir FAB.
La force aérienne brésilienne (Força Aérea Brasileira, FAB) est la composante aérienne des Forces armées brésiliennes. Avec 50 000 militaires et plus de 700 aéronefs, la FAB est la plus importante force aérienne d'Amérique latine.  Son rôle premier est d'assurer le contrôle et la défense de l'espace aérien brésilien. Le transport du président du Brésil est également assuré par les forces aériennes.

## Histoire
Durant la seconde Guerre mondiale, une de ses escadrilles partie avec le force expéditionnaire brésilienne participa à la campagne d'Italie au sein de l'United States Army Air Forces.

## Seconde guerre mondiale

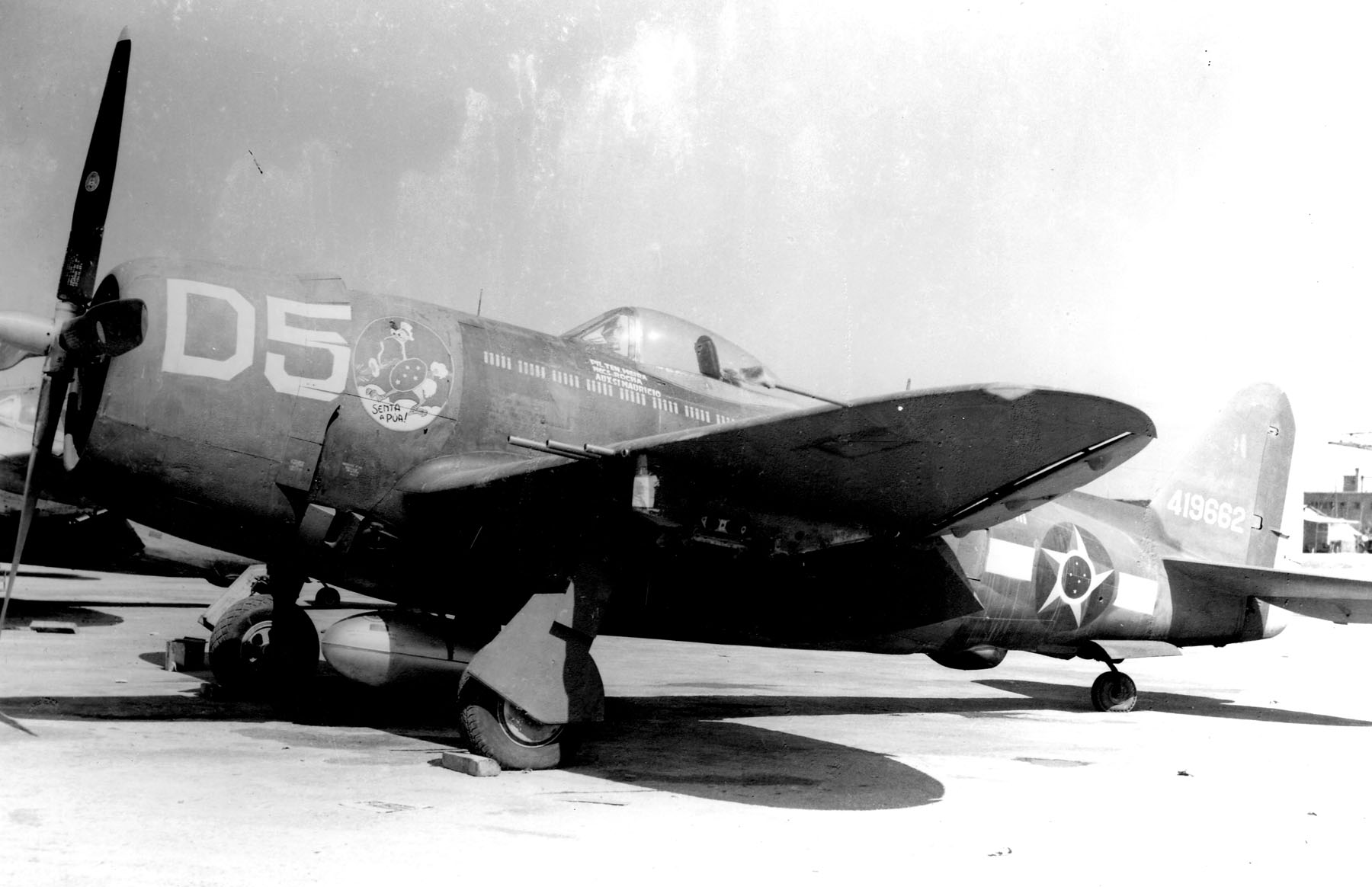
P-47D Thunderbolt du 1er GAVCA.

Les premières forces aériennes brésiliennes à partir en guerre est le 1er GAVCA qui appartient au 1st Fighter Group (en) américain. Il est formé le 18 décembre 1943. Il est constitué d'aviateurs expérimentés de l'armée de l'air brésilienne. Parmi les pilotes, il y avait Alberto Torres qui coula au large des côtes brésiliennes l'U-199 allemand. Le groupe (350 hommes dont 43 pilotes) subit une courte formation à Panama. C'est le 11 mai 1944 que les brésiliens sont déclarés comme unité active. Le 22 juin, le groupe est envoyé aux États-Unis où les pilotes reçoivent des P-47D Thunderbolt. Enfin, le 19 septembre, le 1er GAVCA part pour l'Italie où elle arrive le 6 octobre à proximité de Livourne. Il devint alors membre du 350e Fighter Group de l'USAAF. Cette unité étant subordonnée au XII Tactical Air Command lui-même membre de la 12th USAAF.
Après quelques vols, les brésiliens reçoivent leurs premières missions à partir du 11 novembre en partant de sa base de Tarquinia. Le groupe était divisé en quatre (Red, Green, Blue et Yellow). Chacune de ces unités comptait 12 avions. Elle commença alors des missions de reconnaissance, de bombardement et de soutien envers la 5e armée US auquel appartenait la force expéditionnaire brésilienne. Le 16 avril 1945, la 5e Armée lance une offensive dans la région du Pô. À cette époque, le groupe ne contient plus que 25 pilotes, certains avaient été tués, d'autres abattus avaient été faits prisonniers. Certains mêmes furent retirés pour raison de santé. On supprima donc le groupe Yellow. À cette époque, chaque pilote effectuait deux missions par jour. Le 22 avril, l'ensemble de la force aérienne brésilienne prit part à une attaque sur San Benedetto où elle détruist des ponts, des barges et des véhicules motorisés. À 10h, des pilotes brésiliens sont envoyés en mission de reconnaissance à proximité de Mantoue où ils détruisirent près de 80 chars, camions et autres véhicules diverses. Le bilan à la fin de la journée et après 44 missions fut la destruction de plusieurs centaines de véhicules ennemis ainsi que des chalands. Ce fut le jour le plus fructueux pour l'Armée de l'Air brésilienne et il est commémoré chaque année comme la journée aérienne de l'Armée de l'Air brésilienne.
À la fin de la guerre, le GAVCA totalisait 445 missions et 5 465 heures de vol entre le 11 novembre 1944 et le 6 mai 1945. Le XII Tactical Air Command reconnut l'efficacité du groupe qui en effectuant seulement 5 % des missions de l'unité détruisit :
- 85 % des dépôts de munitions ;
- 36 % des dépôts de carburants ;
- 28 % des ponts (plus 19 % endommagés);
- 15 % des véhicules à moteur (plus 13 % endommagés);
- 10 % des véhicules hippomobiles.

## Après guerre

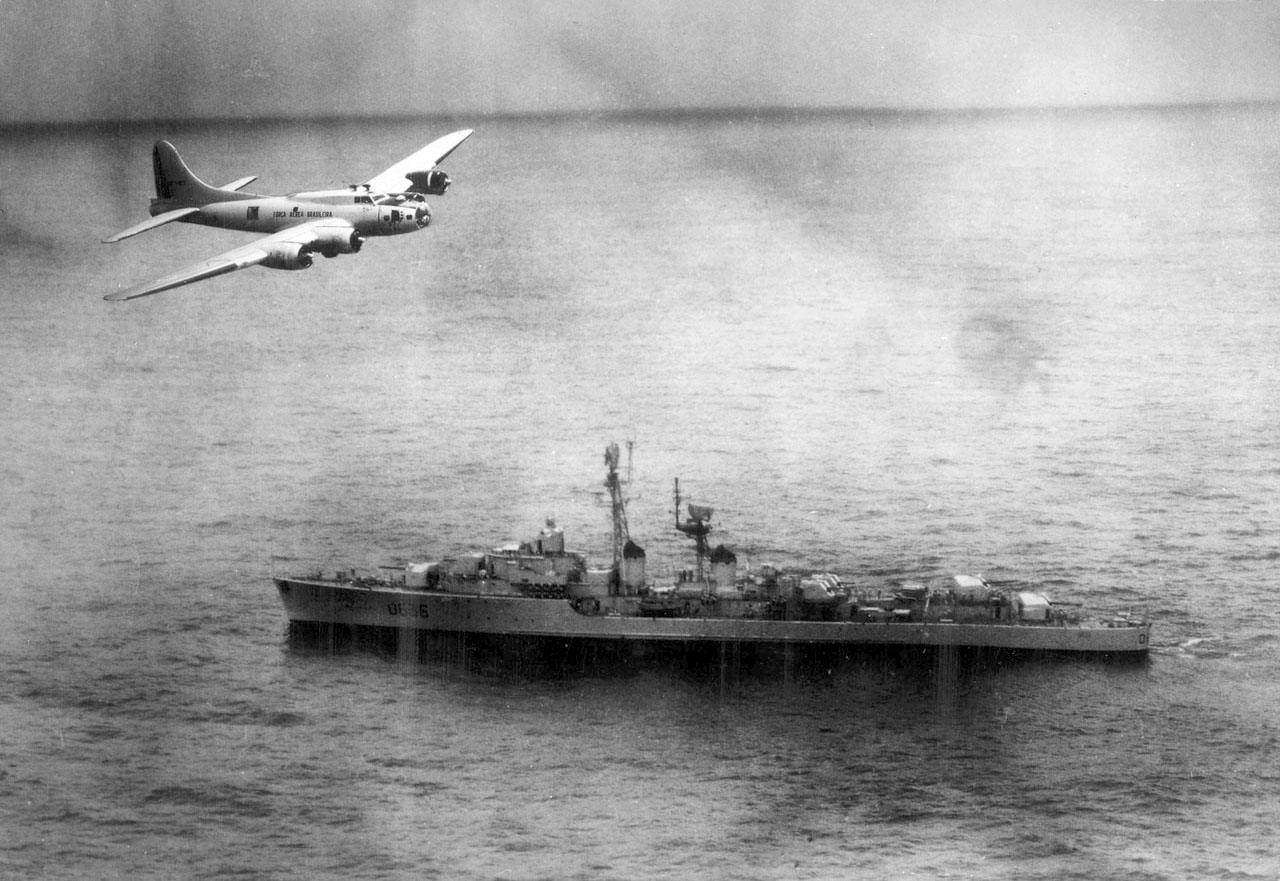
Bombardier B-17 Flying Fortress de la force aérienne brésilienne survolant le durant le conflit de la langouste entre la France et le Brésil en 1963.

Après la guerre, la FAB a reçu ses premiers avions à réaction, comme le Gloster Meteor, le Lockheed F-80C et le Lockheed T-33. Ces avions furent remplacés dans les années 1960 par de nouveaux chasseurs comme le MB-326, le Mirage III et le Northrop F-5.
En mai 1970, le Brésil commande 13 Mirage IIIEBR et 4 biplaces Mirage IIIDBR qui sont livrés entre octobre 1972 et mai 1973 à la Force aérienne brésilienne. Ces avions sont complétés par une quinzaine d'exemplaires (rachetés d'occasion à l'Armée de l'Air française par petits lots entre 1980 et 1999) pour compenser les pertes. Au total, le Brésil recevra finalement 32 Mirage III, désignés localement F-103.
En 1989/1990, les Mirage brésiliens subissent un premier programme de modernisation consistant entre autres à installer des plans canards. En 1997, ils sont à nouveau modifiés par ajout de lance-leurres et de la capacité de tir du missile air-air israélien Python 3. Les Mirage III sont finalement retirés du service en décembre 2005, après 33 ans de carrière et plus de 67 000 heures de vol.
Pour les remplacer, 10 Mirage 2000C et 2 Mirage 2000B achetés d'occasion à la France sont livrés en 3 lots de 4 exemplaires en septembre 2006, 2007 et 2008 avec leur équipement pour un montant d'environ 80 millions d'euros. Désignés localement F-2000 et affecté à la base aérienne d'Anápolis, ces avions sont au standard RDI-S4 et motorisés en M53-5. Ils sont retirés du service fin 2013. Il restera à cette date comme avions de combat 57 Northrop F-5EM/FM Tiger II pour l’interception et une cinquantaine AMX A1 pour l’attaque au sol. L.
En 2008, la force aérienne dispose d'un effectif de 75 000 militaires, de 171 avions de combat et d'un budget de 2 milliards de réaux brésiliens.

## Organisation

### Aéronefs

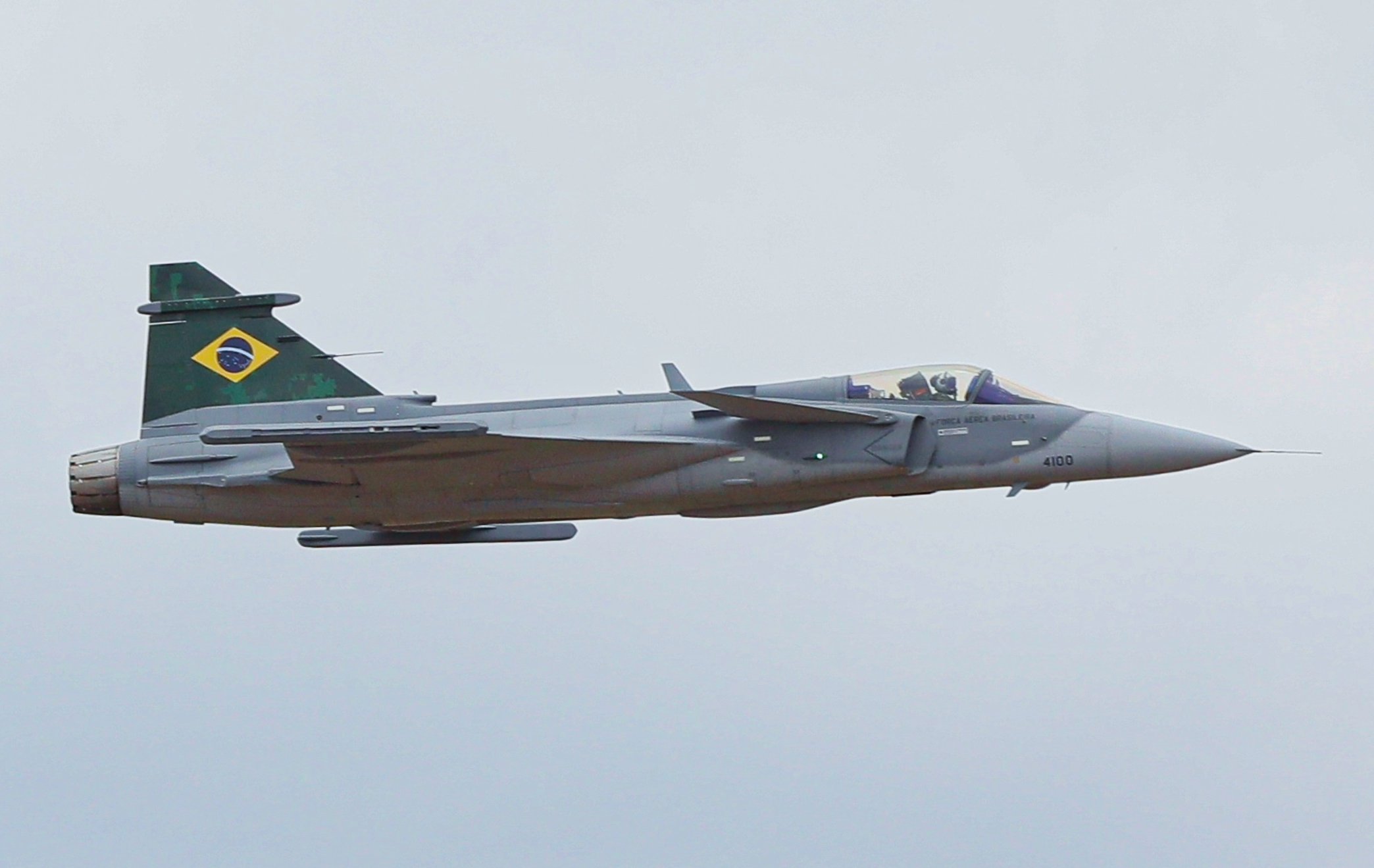
FAB Gripen F-39E.

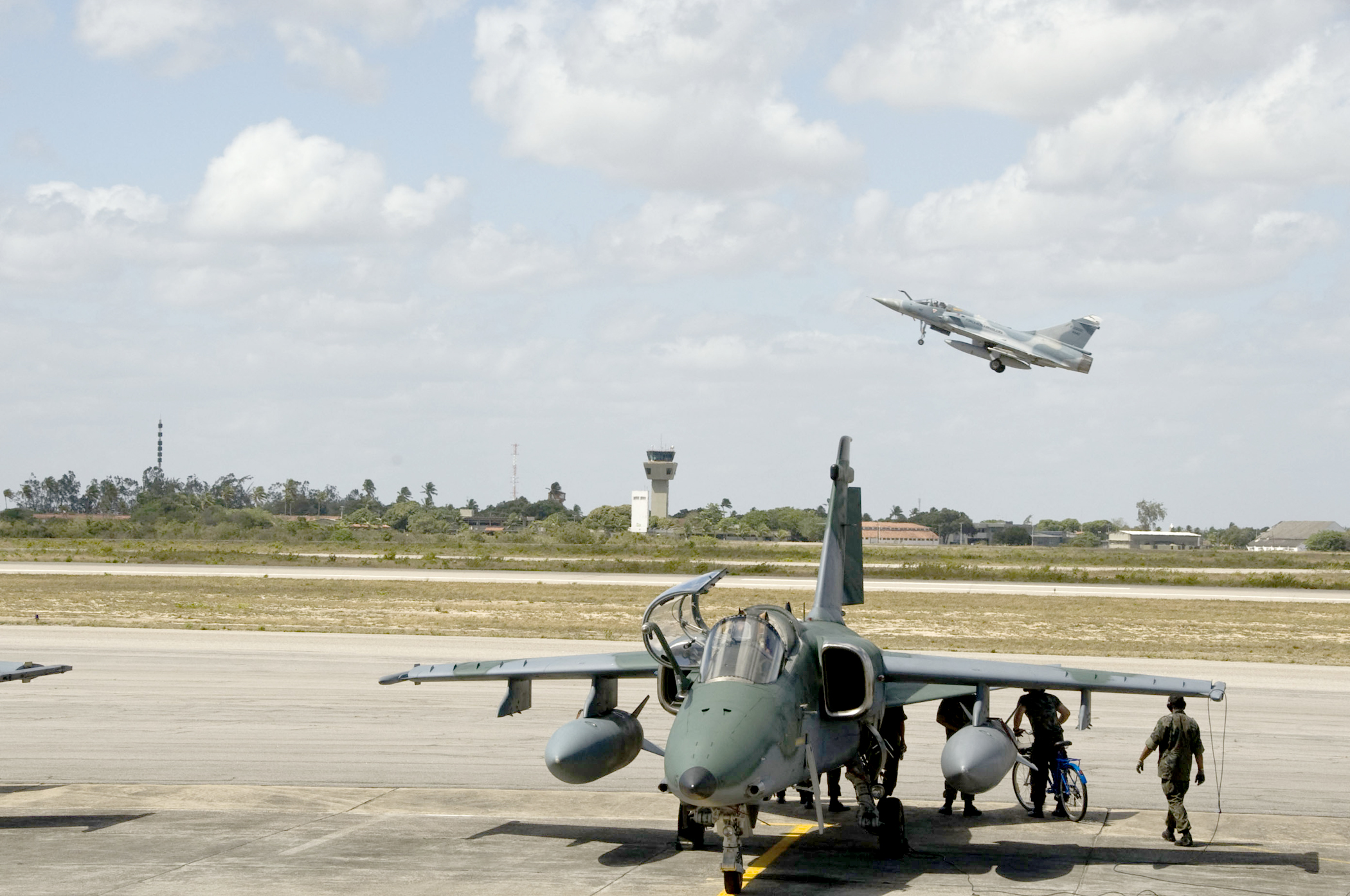
AMX et Mirage 2000 en 2010.

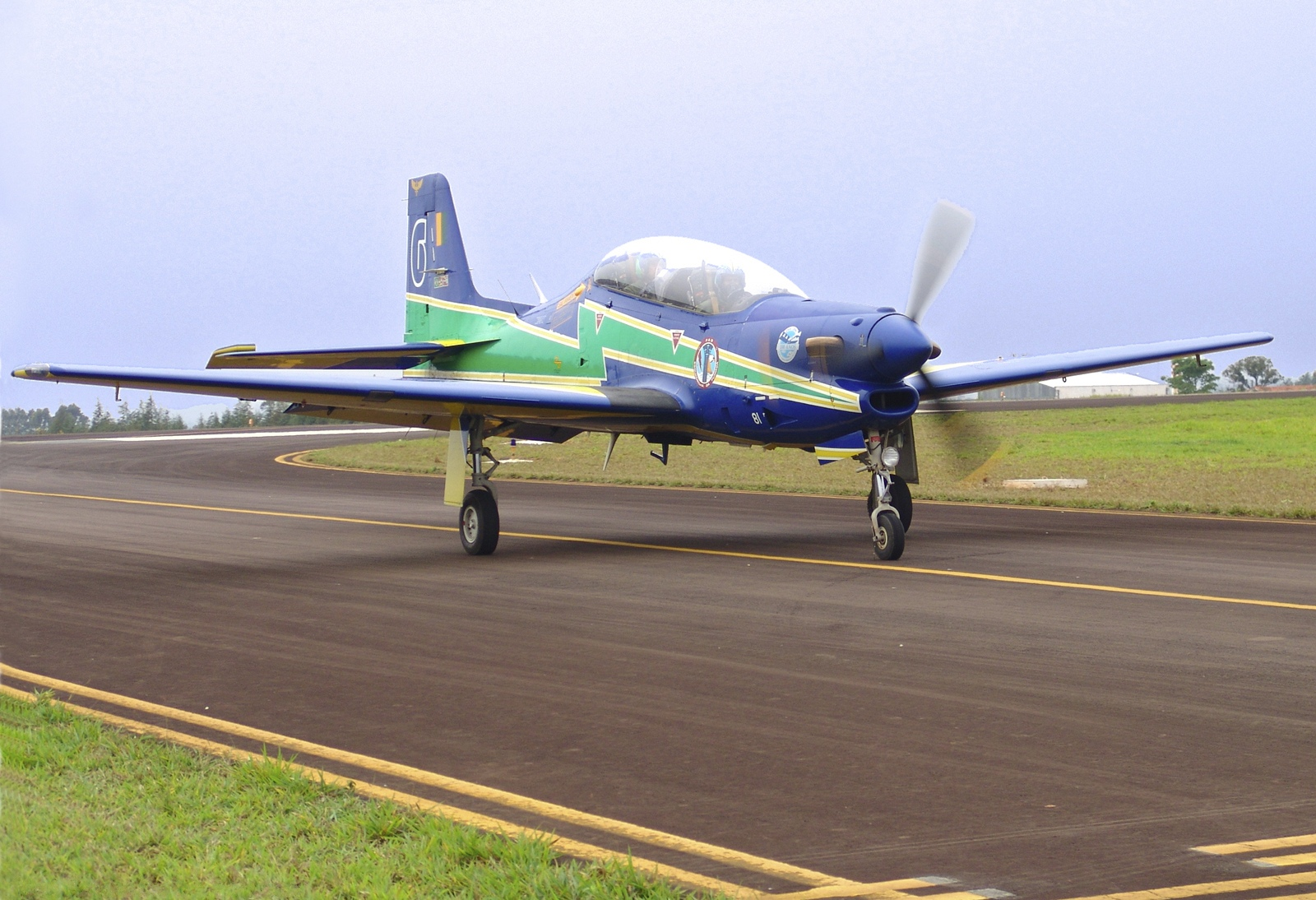
Tucano de la patrouille acrobatique de la FAB, l'escadrille de la fumée.

Il est possible que les hélicoptères de transport soient en fait pris en compte par le commandement aérien de l'armée de terre brésilienne. Les appareils en service en 2022 sont les suivants, : 
| Aéronefs                       | Origine          | Type                                                            | En service      | Versions                                      |                 |                 |
| Avion de chasse                | Avion de chasse  | Avion de chasse                                                 | Avion de chasse | Avion de chasse                               | Avion de chasse | Avion de chasse |
| ------------------------------ | ---------------- | --------------------------------------------------------------- | --------------- | --------------------------------------------- | --------------- | --------------- |
| F-39                           | Suède            | avion de combat                                                 | 3 (+37)         | 32x F-39E & 8x F-39F                          |                 |                 |
| Northrop F-5 Tiger II          | États-Unis       | avion de combat                                                 | 46              | 43x F-5E & 3x F-5F                            |                 |                 |
| Embraer A-1 AMX                | Brésil           | avion d’attaque au sol                                          | 47              | 16x A-1A, 23x A-1M et 8x RA-1M.               |                 |                 |
| Embraer A-29 Super Tucano      | Brésil           | Avion d'attaque au sol                                          | 31              | A-29A                                         |                 |                 |
| Avion de transport             |                  |                                                                 |                 |                                               |                 |                 |
| Airbus A330 MRTT               | Union européenne | Avion de transport                                              | 1 (+1)          | KC-30                                         |                 |                 |
| Embraer KC-390                 | Brésil           | Avion de transport                                              | 5 (+17)         | KC-390                                        |                 |                 |
| Lockheed C-130 Hercules        | États-Unis       | Avion de transport                                              | 16              | C-130H & 2 KC-130, retrait le 29 février 2024 |                 |                 |
| Airbus C-105 Amazonia          | Union européenne | Avion de transport                                              | 14              | C-105A.                                       |                 |                 |
| Embraer P-95 Bandeirulha       | Brésil           | avion de transport léger                                        | 51              | 11x C-95A, 9x C-95BM, & 31 xC-95CM.           |                 |                 |
| Cessna C-98 Caravan            | États-Unis       | avion de transport léger                                        | 32              | 29x C-98A & 3x C-98B.                         |                 |                 |
| Embraer C-99 Legacy            | Brésil           | avion de transport de personnels et d’évacuation sanitaire      | 5               | C-99A.                                        |                 |                 |
| Embraer C-97 Brasilia          | Brésil           | avion de transport léger et de transport de personnels          | 14              | C-97A.                                        |                 |                 |
| Bombardier U-35 Learjet        | États-Unis       | avion de liaisons et d’évacuation sanitaire                     | 4               | U-35A.                                        |                 |                 |
| British Aerospace U-93 Dominie | États-Unis       | avion de liaisons et de calibration radar                       | 4               | U-93A                                         |                 |                 |
| Embraer VC-2 Primero           | Brésil           | avion de transport de hautes personnalités                      | 2               | VC-2A.                                        |                 |                 |
| Airbus VC-1 Presidente         | Union européenne | avion de transport présidentiel                                 | 1               | VC-1A., Airbus A319CJ                         |                 |                 |
| Avion de patrouille maritime   |                  |                                                                 |                 |                                               |                 |                 |
| Embraer P-95 Bandeirulha (de)  | Brésil           | Avion de surveillance & de patrouille maritime                  | 19              | 11x P-95A & 8x P-95BM.                        |                 |                 |
| Lockheed P-3 Orion             | États-Unis       | Avion de patrouille maritime                                    | 3               | P-3AM.                                        |                 |                 |
| Avion de surveillance          |                  |                                                                 |                 |                                               |                 |                 |
| Embraer E-99 Vigilante         | Brésil           | Avion de surveillance radar                                     | 5               | 3x E-99A & 2x E-99M.                          |                 |                 |
| Embraer R-99 Legacy            | Brésil           | avion de reconnaissance stratégique et d’espionnage aérien      | 3               | R-99B.                                        |                 |                 |
| Bombardier U-35 Learjet        | États-Unis       | avion de reconnaissance tactique et préstratégique              | 8               | 4x R-35A & 4x R-35AM.                         |                 |                 |
| Avion d'entraînement           |                  |                                                                 |                 |                                               |                 |                 |
| Embraer TA-1 AMX               | Brésil           | avion d’entraînement avancé et de transformation opérationnelle | 8               | TA-1A.                                        |                 |                 |
| Embraer A-29 Super Tucano      | Brésil           | Avion d'entraînement et d'attaque au sol                        | 62              | A-29B                                         |                 |                 |
| Embraer T-27 Tucano            | Brésil           | Avion d'entraînement                                            | 105             | T-27A.                                        |                 |                 |
| Neiva T-25 Universal (en)      | Brésil           | Avion d'entraînement                                            | 80              | 8x T-25A & 72x T-25C.                         |                 |                 |
| Hélicoptère                    |                  |                                                                 |                 |                                               |                 |                 |
| Mil AH-2 Sabre                 | Russie           | Hélicoptère de combat                                           | 12              | AH-2A (en service de 2009 a 2022)             |                 |                 |
| Bell H-1 Huey                  | États-Unis       | Hélicoptère de transport léger                                  | 29              | 3x SH-1D & 26x UH-1H                          |                 |                 |
| Helibras H-50 Esquilo          | France           | Hélicoptère de transport léger                                  | 31              | 11x CH-50A & 20x UH-50A.                      |                 |                 |
| Sikorsky UH-60 Black Hawk      | États-Unis       | Hélicoptère de transport                                        | 16              | UH-60L.                                       |                 |                 |
| Eurocopter H-34 Super Puma     | France           | Hélicoptère de transport                                        | 8               | CH-34A.                                       |                 |                 |
| Eurocopter H-36 Cougar         | France           | Hélicoptère de transport                                        | 16              | 12x CH-36A & 4 SH-36B.                        |                 |                 |

#### Remplacement
En 2001 est lancée la compétition F-X, visant à remplacer ses chasseurs F-5E Tiger II, laquelle est suspendue en 2003 et annulée en février 2004 pour des raisons politiques et de coût (estimés à 2,2 milliards de dollars). Rouverte en 2008 sous le nom F-X2, la compétition reprend et le 1er octobre 2008 sont retenus le Dassault Rafale, le McDonnell Douglas F-18E/F Super Hornet et le Saab JAS 39 Gripen (pour 12, puis 36 appareils pour un montant estimé à 2,5 milliards de dollars). L'élimination de Soukhoi, qui a signé un important contrat d'armement avec le Venezuela, est une surprise, si bien que le ministère de la Défense brésilien s'est cru obligé de démentir des « supposées interventions politiques » dans la compétition F-X2 et d'affirmer que l'appareil choisi mars 2009 le sera « sur des critères uniquement techniques ». Cependant, l'accord signé avec la Russie un accord sur le développement conjoint de chasseurs de 5e génération ne s'est pas concrétisé. À terme, la FAB espérait passer commande de 120 à 150 appareils pour remplacer sa flotte qui comporte alors notamment 12 Mirage 2000 d'occasion et 45 F-5E Tiger II. 
En 2014, le choix du Gripen NG est annoncé au détriment du Rafale. Le 25 août 2015, le Brésil et la Suède ont signé le contrat de financement de 28 Gripen E monoplaces et 8 Gripen F biplace. Le montant total s'élève à 5,4 milliards de dollars,  "grâce à un prêt sur 25 ans à 2,19 % du gouvernement suédois ". Le partenaire industriel local principal est Embraer. Le contrat prévoit la fabrication locale de 15 appareils. Les livraisons s'étalonneront entre 2019 et 2024.